# (7682) Miura
(7682) Miura est un astéroïde de la ceinture principale.

## Description
(7682) Miura est un astéroïde de la ceinture principale. Il fut découvert le 12 février 1997 à Ōizumi par Takao Kobayashi. Il présente une orbite caractérisée par un demi-grand axe de 2,66 UA, une excentricité de 0,21 et une inclinaison de 6,0° par rapport à l'écliptique.

## Compléments